# كاندي ميلر
كاندي ميلر (بالإنجليزية: Candy Miller)‏ هو لاعب كرة قدم أمريكية أمريكي، ولد في 7 يونيو 1898 في مقاطعة فولتون في الولايات المتحدة، وتوفي في 3 نوفمبر 1986.

## وصلات خارجية
- كاندي ميلر على موقع مرجع كرة القدم المحترفة.كوم (الإنجليزية)